# Операция «Tanne Ost»
Операция «Tanne Ost» (с нем. — «Восточная пихта») — десантная операция немецких войск во время Второй мировой войны по захвату острова Гогланд в Финском заливе для предотвращения перехода контроля над ним от Финляндии к СССР. Гогланд был особенно важен для Германии: от него начиналась основная линия германского минного заграждения Гогланд — Большой Тютерс — Нарвский залив, удерживавшего советский флот в Кронштадте.

## Предыстория
Подготовка Финляндии к выходу из войны против СССР побудила немцев подготовиться к такому развитию событий. В середине июня 1944, во время Выборгско-Петрозаводской операции, Германия привела силы для операции в полную боеготовность. 25 августа финны запросили у СССР (через советского посла в Стокгольме) условия прекращения боевых действий. Советское правительство выдвинуло два (согласованных с Великобританией и США) условия:
1. немедленный разрыв отношений с Германией;
2. вывод немецких войск в срок до 15 сентября, а при отказе — интернирование.

2 сентября Маннергейм направил письмо Гитлеру с официальным предупреждением о выходе Финляндии из войны. Гитлер ещё до его получения серьёзно рассматривал план осуществления военного переворота в Финляндии с заменой Маннергейма на генералов из числа бывших бойцов сформированного в 1916 году в Германии 27-го Прусского Королевского егерского батальона, составлявших основу высшего командного состава финской армии, но из-за стремительного развития событий этот план не был разработан и тем более не осуществлялся.
Гитлер приказал конфисковать все финские суда и приготовиться к операции «Tanne Ost». Приказ о конфискации был отменен, но план захвата Гогланда был приведён в движение. Первоначально операция «Tanne Ost» планировалась одновременно с операцией «Tanne West» по захвату Аландских островов, которая, однако, не была проведена.

## Ход операции
14 сентября 1944 первый отряд из 1400 человек из Вермахта и Кригсмарине погрузился на корабли в Таллине. Перед штурмом немецкий командир попытался договориться с финским командующим, так как на основании донесений разведки предполагал возможность того, что финны могут уйти с острова без сопротивления. В полночь немецкий тральщик прибыл к восточному берегу Гогланда и потребовал сдачи острова. Когда финны ответили отказом, немецкие корабли стали высаживать войска на побережье, что привело к тому, что финские войска открыли огонь в 00:55 15 сентября 1944. Вскоре немецкие силы вынудили финнов отступить, при этом уничтожив 2 финских патрульных катера класса VMV (VMV 10 и VMV 14).
После этого немцы совершили высадки на северной части острова, а также к югу от доков в восточной части. Финские войска смогли сдержать наступление и даже предотвратить дальнейшие высадки на западной стороне острова. Финский флот отреагировал отправкой нескольких торпедных катеров класса Taisto и G-5, которые по прибытии начали атаки на немецкие корабли, поддерживающие высадку в 03:30. Первоначальные атаки принесли некоторые результаты, однако более поздние атаки, совершенные на рассвете, не дали никаких дальнейших результатов. Во время этих атак несколько немецких кораблей были поражены торпедами, однако затонул только один минный тральщик R-29, так как старые торпеды, использовавшиеся финнами, не имели достаточной мощности, чтобы потопить более крупные корабли.
Финские усилия вынудили немцев начать движение к западной стороне острова, оставив силы на других сторонах без эффективной артиллерийской поддержки. Начальник финского гарнизона обратился к советскому командованию с просьбой о помощи. Авиация Балтийского флота обнаружила утром 15 сентября движение к Гогланду трёх отрядов немецких кораблей (до 30 десантных судов, 2 транспорта, 6 тральщиков, до 15 катеров). Немедленно начались советские авиационные удары по этим кораблям, выполнено 15 налётов (533 самолёто-вылета), потоплены 1 транспорт, 9 быстроходных десантных барж, сторожевой корабль, буксир и катер-тральщик, ещё 12 кораблей получили повреждения, сбито 22 немецких самолёта. Уцелевшие немецкие корабли отошли к Большому Тютерсу, при этом из второго отряда десанта около 900 солдат так и не были высажены на остров. Оставшиеся при этом на Гогланде немецкие десантники сдались вечером 15 сентября (1 232 солдат и офицер, из них 175 раненых). Финский гарнизон потерял в бою 36 солдат убитыми, 8 пропавшими без вести и 67 ранеными, немцев на острове было убито 153 человека, потери на борту кораблей в море неизвестны.

## Последствия
Операция «Tanne Ost» закончилась полным провалом для Германии и положила начало Лапландской войне между Германией и Финляндией. Финны извлекли выгоду из операции, так как показали СССР, что готовы применять силу против немцев. 20 сентября морская пехота РККФ заняла остров Большой Тютерс, а с 24 по 30 сентября 1944 года финны поэтапно передали советским войскам Гогланд.